# アダリン
アダリン（独: Adalin、英: Carbromal）は、1910年にドイツの製薬会社であるバイエル社が製造し、催眠薬として発売した白色で粉末状の催眠鎮痛剤の一種。
アダリンは商標名で、一般名はカルブロマール、化学名はブロムジエチルアセチル尿素である。融点は116℃より119℃。昇華するのは60℃より80℃である。
日本では日本薬局方に掲載されていたが、1971年の改正により削除された。また、作家の太宰治や芥川龍之介が常用していた。